# 凯晨世贸中心
39°54′22″N 116°21′50″E / 39.9061026°N 116.3639623°E

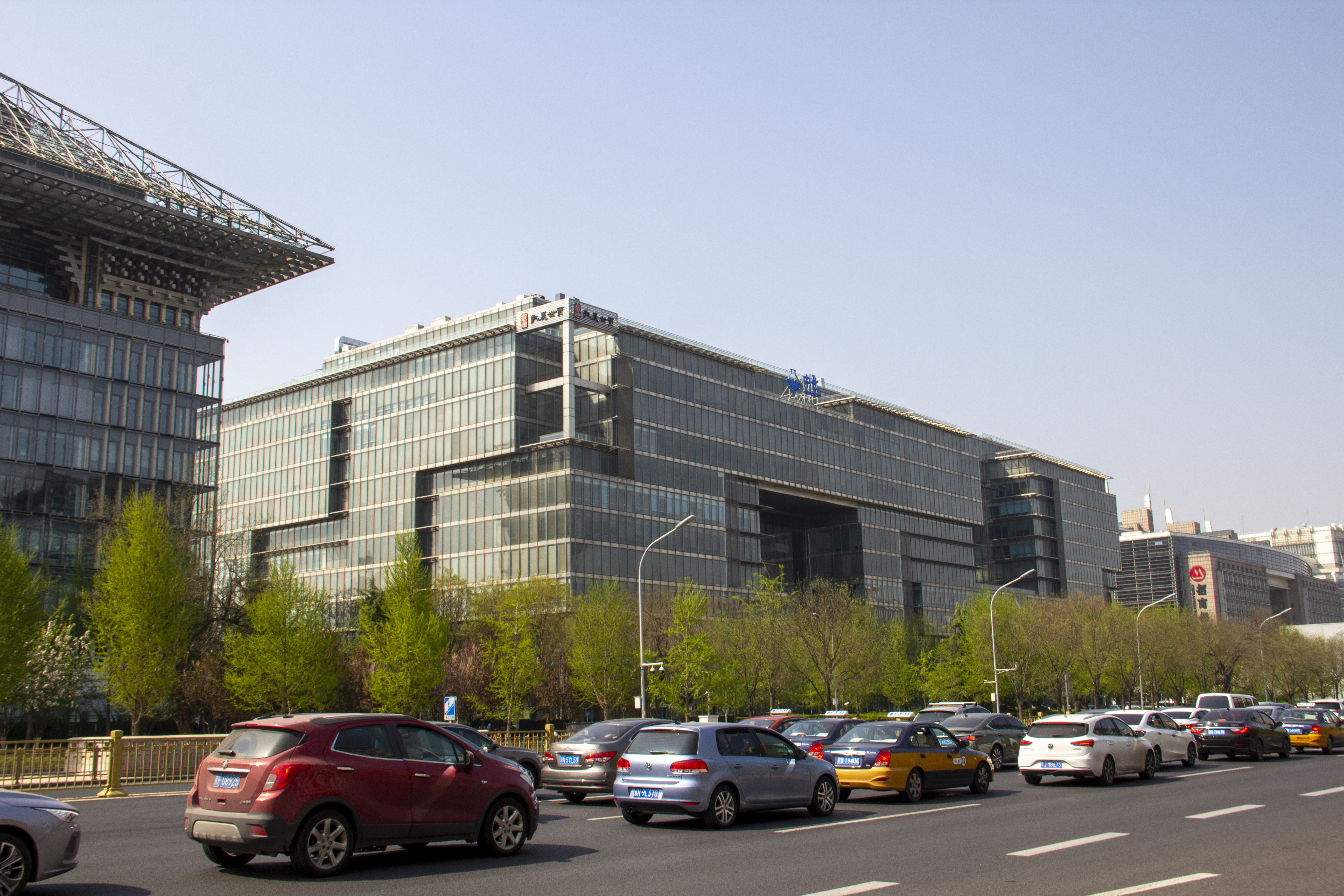
凱晨世貿中心

凯晨世贸中心位于北京市西城区复兴门内大街南侧，为高级写字楼。

## 历史
凯晨世贸中心由方兴地产（中国）有限公司投资开发建设，由美国SOM设计师事务所（Skidmore，Owings＆Merrill LLP）首席设计师Adrian D. Smith设计。该项目于2006年12月完工。